# Adriaan van Royen
Adriaan (ou Adrianus) van Royen (1704 – 1779) foi um botânico holandês. Ele foi professor da Universidade de Leiden e está associado a Carl Linnaeus.
Ele é mais conhecido por seu trabalho sobre a flora do Sudeste Asiático. Adriaan van Royen teve uma relação estreita com Linnaeus, que visitou o Jardim Botânico de Leiden durante uma estadia em Leiden entre 1737 e 1738.
Ele foi eleito membro da Royal Society em 1728.
Ele morreu em Leiden em 1779.

O gênero Royena L. (= Diospyros seita. Royena (L.) F.White ), em Ebenaceae, e Melastoma royenii Blume. Sutton, DA tem o nome dele.